# Daniel Goldin
Daniel Saul Goldin (New York, 23 luglio 1940) è un ingegnere statunitense.
È stato il nono, e più a lungo di ruolo, Amministratore della NASA nel periodo compreso tra il 1º aprile 1992 e il 17 novembre 2001. Nominato dal presidente George H. W. Bush, è rimasto in carica anche sotto i suoi successori: Bill Clinton e George W. Bush.
Particolarmente emblematico della sua direzione è stato il motto: "cheaper, faster and better" (lett. "più economico, più veloce e migliore"), che fu adottato per enfatizzare il programma di tagli dei costi da lui promosso, pur sostenendo un'ampia varietà dell'attività di ricerca.

## Biografia
Nato a New York nel 1940, ha conseguito la laurea in ingegneria meccanica presso il City College di New York nel 1962. Nello stesso anno ha iniziato la sua carriera trovando impiego presso il Lewis Research Center della NASA, a Cleveland nell'Ohio ed occupandosi di propulsione elettrica per uso spaziale.
Goldin lasciò la NASA alcuni anni dopo per entrare nel TRW Space and Technology Group, a Redondo Beach, California. Durante la sua venticinquennale carriera nell'azienda, divenne Vicepresidente e Direttore generale e diresse lo sviluppo e la produzione di satelliti per le telecomunicazioni, tecnologie per impiego spaziale e strumenti scientifici.
Nel 1992, il presidente George H. W. Bush lo chiamò a dirigere la NASA. Come amministratore, promosse un programma di tagli dei costi pur continuando a sostenere un'ampia varietà di attività di ricerca. Il motto della sua direzione fu "cheaper, faster and better" (lett. "più economico, più veloce e migliore"). Questo approccio si rivelò controverso, con il fallimento di importanti missioni per l'esplorazione di Marte a causa degli errori nella gestione dei progetti. Durante il periodo della sua amministrazione, Goldin supervisionò progetti quali Mars Pathfinder, le missioni di aggiornamento del telescopio spaziale Hubble e la Stazione Spaziale Internazionale.
Inizialmente favorì un progetto a basso costo per il ritorno dell'uomo sulla Luna, ma nel 1996, a seguito dell'annuncio della scoperta di tracce biologiche nel meteorite marziano ALH 84001, dirottò i finanziamenti per l'esplorazione robotica di Marte.
Una critica mossa all'amministrazione di Goldin è che mancò nell'individuare un obiettivo a lungo termine su cui focalizzare le attività dell'ente spaziale americano, limitandosi piuttosto al completamento dei progetti ereditati. Nel 1999, ad ogni modo, istituì la "Decadal Planning Team" cui assegnò il compito di proporre una nuova strategia di esplorazione spaziale. Questa sarà in seguito sostituita dalla NASA Exploration Team, che redigerà il contributo della NASA al documento Vision for Space Exploration.
Tra le altre cose, nel 1992 istituì nuovamente il vecchio logo blu della NASA (quello attuale), che era stato rimpiazzato nel 1975 dal "logo rosso". Nel 1997, avviò una campagna entro la NASA per eradicare il logo precedente, che raggiunse il risultato desiderato.
Si dimise da Amministratore della NASA il 17 novembre 2001. Fu sostituito da Daniel S. Mulville (in carica dal 19 novembre al 21 dicembre 2001) e da Sean O'Keefe (21 dicembre 2001 - 11 febbraio 2005). Da allora, si è applicato a ricerche di robotica presso il Neurosciences Institute a La Jolla, California.
Nel 2003, Goldin è stato scelto per diventare il nono presidente dell'Università di Boston, ma il suo contratto fu cessato dall'Università un giorno prima che prendesse l'incarico, al costo di 1,8 milioni di dollari.

## Omaggi
- L'asteroide 16529 Dangoldin è stato così chiamato in suo onore.